# Бонна де Бурбон
Бонна де Бурбон (фр. Bonne de Bourbon; ок. 1341 — 19 января 1402) — дочь герцога Пьера I де Бурбона и Изабеллы де Валуа, графиня Савойская, получившая прозвище «Великая Мадам». Правила Савойским графством в отсутствие своего мужа с 1366 по 1367 год, в 1383 году, и во время малолетства своего внука Амадея VIII в 1391 году.

## Биография
Она была обручена с графом Савойи Амадеем VI в рамках Парижского договора в 1355 году, который предусматривал приданое в три тысячи флоринов в год. Она вышла замуж за Амадея в сентябре 1355 года в Париже. Сразу после свадьбы её мужу пришлось вернуться на Столетнюю войну.

### Первое регентство
В 1366 году, когда её муж отправился в крестовый поход в Болгарию, он назначил её регентом Савойи на время его отсутствия; она должна была править с поддержкой совета. В 1367 году умер князь Пьемонта Жан, двоюродный брат Амадея. Разгорелся спор о его наследовании между его сыном от первого брака Филиппом и его вдовой Маргаритой де Божё, представлявшей интересы её маленьких сыновей, Амадея и Луиса. Бонна как регент, была в состоянии лишь удержать их от открытой войны. Она не смогла уладить спор, и Филипп должен был отправиться к Амадею VI в Венецию, чтобы попытаться разрешить проблему.
Она очень любила альпийские горные озёра Савойи и старалась, чтобы из окон её комнат в замках, в которых она оставалась, открывался вид на озёра. В 1371 году она надсматривала за строительством замка в Тонон-ле-Бене, стремясь построить поместье, в котором было бы легче разместить большой двор графа. В новом замке были большие окна с видом на Женевское озеро. Она была известной покровительницей музыкантов и славилась своим умением играть на арфе.
В июле 1382 года, когда средства на затянувшуюся войну её мужа в Италии стали иссякать, она продала некоторые из своих украшений более чем за 400 флоринов, чтобы помочь ему перевооружиться.

### Второе регентство
В 1383 году, когда умер её муж Амадей VI, он оставил завещание, предоставив своей жене власть над правительством Савойи, несмотря на то, что их сыну Амадею VII было уже около двадцати лет. При поддержке совета, возглавляемого Луи де Коссонэ и состоящего из нескольких её союзников, таких как Оттон де Грандсон, Бонна управляла Савойей от имени своего сына. По словам Макса Бруше, одним из опасений совета в те дни было растущее влияние французских принцев на Савойю: герцог Берри выдал свою дочь за Амадея VII, а его внук Амадей VIII однажды будет править Савойей. Юный Амадей VIII был также обручён с Марией, дочерью Филиппа II, герцога Бургундии. Оба принца были младшими братьями короля Франции Карла V и были регентами своего племянника, Карла VI.

### Третье регентство
Когда Амадей VII умер от столбняка в 1391 году, Бонна стала регентом, но её влияние в Савойи исчезло, когда врач Амадея VII (ответственный за смерть графа) обвинил графиню в приказе убить своего сына. Герцоги Берри и Бургундии также обвинили нескольких членов совета графа в соучастии в убийстве, и Бонна была отстранена от регентства и воспитания своего внука, нового графа Савойского Амадей VIII.
В 1402 году Бонна умерла в замке Макон в возрасте около шестидесяти одного года.

## Дети
У Бонны и Амадея было трое детей, двое из которых умерли в младенчестве:
- дочь, рождённая в 1358 году, умерла через несколько недель[11]
- Амадей VII Савойский (март 1360[11] — 1 ноября 1391). Был женат на Бонне Беррийской (1365—1435), племяннице Бонны де Бурбон.
- Людовик Савойский, рождённый в конце 1364 года, умер до года[12]